# Squackett
Vous pouvez aider à l'améliorer ou bien discuter des problèmes sur sa page de discussion.
- Il ne cite pas suffisamment ses sources. Vous pouvez indiquer les passages à sourcer avec {{référence nécessaire}} ou {{Référence souhaitée}}, et inclure les références utiles en les liant aux notes de bas de page. (Marqué depuis mai 2025)
- Son texte doit être wikifié : il ne correspond pas à la mise en forme Wikipédia (style, typographie, liens internes, liens entre les wikis, etc.). (Marqué depuis juin 2021)
- Il n’est pas rédigé dans un style encyclopédique. (Marqué depuis mai 2025)
- Il est orphelin : moins de trois articles lui sont liés. Aidez à ajouter des liens en plaçant le code [[Squackett]] dans les articles relatifs au sujet. (Marqué depuis mai 2025)

- Archive Wikiwix
- Bing
- Cairn
- DuckDuckGo
- E. Universalis
- Gallica
- Google
- G. Books
- G. News
- G. Scholar
- Persée
- Qwant
- (zh) Baidu
- (ru) Yandex
- (wd) trouver des œuvres sur Wikidata

A Life Within a Day est le seul album studio du projet musical Squackett, avec Chris Squire (Yes) et Steve Hackett (ex-Genesis). Il est sorti le 28 mai 2012, bien qu'il ait été écrit et enregistré quelques années plus tôt. La chanson titre, "A Life Within a Day" a remporté le prix "Anthem" aux Progressive Music Awards de 2012. La chanson "Aliens" a d'abord été écrite comme une chanson de Yes intitulée "Aliens (Are Only Us from the Future)" qui a été interprétée lors de la première étape de la tournée mondiale Yes In the Present, mais n'avait jamais été publiée sur un album. Il ne s'agit pas de la première collaboration entre Squire et Hackett, puisque Chris a déjà joué sur des albums solo de Steve à savoir, Out of the Tunnel's Mouth en 2009 où il est bassiste sur 2 chansons, Beyond the Shrouded Horizon en 2011 sur lequel il joue la basse sur 3 chansons puis finalement sur l'album Wolflight en 2015 pour lequel il apparait sur la chanson Love Song to a Vampire. Puis Steve a aussi joué sur le deuxième album solo de Squire, Chris Squire's Swiss Choir en 2007.
En 1985, Hackett avait travaillé avec un autre membre du groupe Yes, Steve Howe, dans le groupe GTR. Et rappelons aussi que Steve a déjà joué sur une pièce du premier album solo de Peter Banks, premier guitariste de Yes, Two Sides of Peter Banks en 1973. Une pièce intitulée Knights (reprise) sur laquelle on retrouvait aussi John Wetton à la basse et Phil Collins à la batterie.
Le nom du projet Squackett est une combinaison des patronymes "Squire" et "Hackett". L'illustration sur la couverture de l'album qui ressemble à un caractère chinois est le mot Squackett écrit en utilisant la calligraphie Square Word, écrite par l'artiste Xu Bing.
Une édition comprenant un DVD contenant une version en son surround 5.1 de l'album est sortie le 5 juin 2012.
Hackett a interprété "Stormchaser" lors de la première partie de sa tournée de 2009 avec son groupe, qui est la seule performance de Squackett à ce jour.

## Contenu de l'album
Toutes les chansons sont de Chris Squire, Steve Hackett et Roger King, excepté là où noté. 
- 1 - "A Life Within a Day" - 6:35
- 2 - "Tall Ships" - 6:18
- 3 - "Divided Self" - Hackett, Squire, King, Nick Clabburn - 4:06
- 4 - "Aliens" - Hackett, Squire, King, Fran Healy - 5:32
- 5 - "Sea of Smiles" - 5:25
- 6 - "The Summer Backwards" - 3:00
- 7 - "Stormchaser" - 5:25
- 8 - "Can't Stop the Rain" - Hackett, Squire, King, Gerard Johnson, Simon Sessler - 5:47
- 9 - "Perfect Love Song" - Hackett, Squire, King, Johnson	- 4:04

## Personnel
- Chris Squire – basse, chant
- Steve Hackett – guitares, harmonica, chant
- Roger King – claviers
- Jeremy Stacey – batterie
- Amanda Lehmann – chœurs

Cordes sur "Life Within a Day":
- Christine Townsend – alto, violon
- Richard Stewart – violoncelle
- Dick Driver – contrebasse